# Bataille de Villinghausen
Guerre de Sept Ans
Batailles
- Minorque (navale) (1756)
- Pirna (1756)
- Lobositz (1756)
- Reichenberg (1757)
- Prague (1757)
- Kolin (1757)
- Hastenbeck (1757)
- Gross-Jägersdorf (1757)
- Moys (1757)
- Rochefort (1757)
- Rossbach (1757)
- Breslau (1757)
- Leuthen (1757)
- Carthagène (navale) (1758)
- Olomouc (1758)
- Saint-Malo (1758)
- Rheinberg (1758)
- Krefeld (1758)
- Domstadl (1758)
- Cherbourg (1758)
- Zorndorf (1758)
- Saint-Cast (1758)
- Tornow (1758)
- Lutzelberg (1758)
- Hochkirch (1758)
- Bergen (1759)
- Kay (1759)
- Minden (1759)
- Kunersdorf (1759)
- Neuwarp (navale) (1759)
- Hoyerswerda (1759)
- Baie de Quiberon (navale) (1759)
- Maxen (1759)
- Meissen (1759)
- Glatz (1760)
- Landshut (1760)
- Corbach (1760)
- Emsdorf (1760)
- Dresde (1760)
- Warburg (1760)
- Liegnitz (1760)
- Rhadern (1760)
- Berlin (1760)
- Kloster Kampen (1760)
- Torgau (1760)
- Belle-Île (1761)
- Langensalza (1761)
- Cassel (1761)
- Grünberg (1761)
- Villinghausen (1761)
- Ölper (1761)
- Kolberg (1761)
- Wilhelmsthal (1762)
- Burkersdorf (1762)
- Lutterberg (1762)
- Reichenbach (1762)
- Almeida (1762)
- Valencia de Alcántara (1762)
- Nauheim (1762)
- Vila Velha de Ródão (1762)
- Cassel (1762)
- Freiberg (1762)

- Jumonville Glen (1754)
- Fort Necessity (1754)
- Fort Beauséjour (1755)
- 8 juin 1755
- Monongahela (1755)
- Petitcoudiac (1755)
- Lac George (1755)
- Fort Bull (1756)
- Fort Oswego (1756)
- Kittanning (1756)
- En raquettes (1757)
- Pointe du Jour du Sabbat (1757)
- Fort William Henry (1757)
- German Flatts (1757)
- Lac Saint-Sacrement (1758)
- Louisbourg (1758)
- Le Cran (1758)
- Fort Carillon (1758)
- Fort Frontenac (1758)
- Fort Duquesne (1758)
- Fort Ligonier (1758)
- Québec (1759)
- Fort Niagara (1759)
- Beauport (1759)
- Plaines d'Abraham (1759)
- Sainte-Foy (1760)
- Neuville (1760)
- Ristigouche (navale) (1760)
- Mille-Îles (1760)
- Signal Hill (1762)

- Cap-Français (1757)
- Martinique (1759)
- Guadeloupe (1759)
- Dominique (1761)
- Martinique (1762)
- Cuba (1762)

- Chandernagor (1757)
- Plassey (1757)
- Gondelour (1758)
- Négapatam (navale) (1758)
- Condore (1758)
- Madras (1758)
- Pondichéry (navale) (1759)
- Masulipatam (1759)
- Chinsurah (1758)
- Wandiwash (1760)
- Pondichéry (1760-1761)
- Manille (1762)

- Saint-Louis (1758)
- Gorée (1758)
- Gambie

La bataille de Villinghausen est un épisode de la guerre de Sept Ans qui se déroule les 15 et 16 juillet 1761 entre la France et une coalition réunissant la Prusse, la Grande-Bretagne et le Hanovre dirigée par le prince Ferdinand de Brunswick.

## La bataille
Au départ, deux armées françaises, dirigées par les maréchaux Victor-François de Broglie et Charles de Rohan, prince de Soubise, se réunissent en juillet 1761 avec l'objectif de la prise de la ville de Lippstadt. 
En face, les Alliés se sont établis le long d'une série de collines avec, à leur droite, la rivière Lippe ainsi que la rivière Ahse en leur centre. 
Pendant ce temps, le maréchal de Broglie progresse au nord de l'Allemagne, repoussant les troupes allemandes de Wutginau. Cependant, les troupes britanniques commandées par John Manners, marquis de Granby positionnées juste au sud de Wutginau résistent à l'assaut français et bloquent celui-ci. À ce moment, des renforts arrivent des deux côtés et Ferdinand décide de renforcer sa gauche au détriment de sa droite.
Le lendemain matin, Broglie poursuit son attaque sur la gauche adverse en espérant que Soubise attaquera à droite.
 Mais ce dernier se limite à de petites actions contre l'aile droite adverse. Ce problème de commandement s'explique par le grade équivalent des deux hommes, aucun n'ayant le droit de commandement sur l'autre.
 Très vite, les renforts alliés commandés par Wolff arrivent du côté de la rivière Lippe. Cela permet à Ferdinand d'attaquer le flanc français et de stopper l'offensive de Broglie.

Le régiment de Flandre arrive sur le terrain pour remplacer les régiments du Roi et du Dauphin, qui venaient d'être écrasés. Formé de quatre bataillons, placés en échelons dans un terrain fourré, les premières décharges de l'artillerie ennemie, qui prenait en flanc les deux bataillons les plus avancés, y avaient déjà fait d'affreux ravages, avant que le maréchal de Broglie donne l'ordre d'évacuer le village de Vellinghausen (de).

Ainsi, assez vite, les Français sont contraints au repli.

## Bilan
Les coalisés éprouvent une perte de 1400 hommes, tués, blessés et pris et les Français 3112. Dans la soirée du 15, les Français s'étaient emparés de 3 canons régimentaires à Villinghausen, par contre, dans la matinée du 16, ils perdirent les 4 pièces du régiment de Rougé et 5 pièces du parc ainsi que 5 drapeaux. 

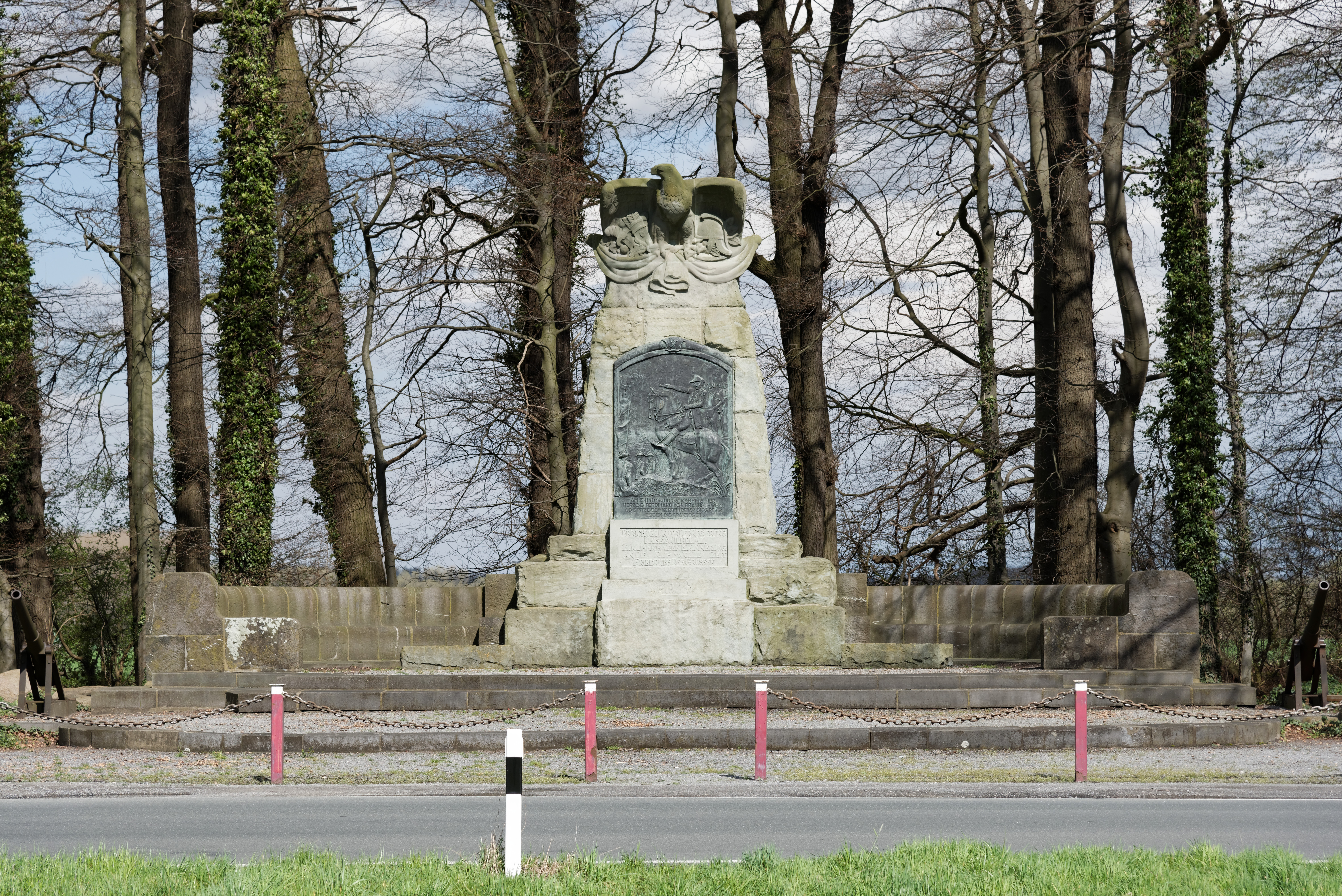
Monument pour la bataille de Villinghausen érigé en 1912.